# IXe gouvernement constitutionnel portugais
IIIe République portugaise
VIIIe constitutionnel Xe constitutionnel
Le IXe gouvernement constitutionnel (en portugais : IX Governo Constitucional) est le gouvernement de la République portugaise entre le 9 juin 1983 et le 6 novembre 1985, sous la IIIe législature de l'Assemblée de la République.
Il est dirigé par le socialiste Mário Soares, vainqueur à la majorité relative des élections législatives anticipées, et repose sur une coalition entre le Parti socialiste et le Parti social-démocrate, le « bloc central ». Il succède au VIIIe gouvernement constitutionnel du libéral Francisco Pinto Balsemão et cède le pouvoir à Aníbal Cavaco Silva et au Xe gouvernement constitutionnel après la victoire du Parti social-démocrate à la majorité relative lors des élections anticipées.

## Historique du mandat
Ce gouvernement est dirigé par l'ancien Premier ministre socialiste Mário Soares. Il est constitué et soutenu par le « bloc central », une coalition entre le Parti socialiste (PS) et le Parti social-démocrate (PPD/PSD). Ensemble, ils disposent de 176 députés sur 250, soit 70,4 % des sièges de l'Assemblée de la République.
Il est constitué à la suite des élections législatives anticipées du 25 avril 1983.
Il succède donc au VIIIe gouvernement constitutionnel, démissionnaire depuis décembre 1982, dirigé par le libéral Francisco Pinto Balsemão et constitué et soutenu par l'Alliance démocratique (AD), qui réunissait le Parti social-démocrate, le Parti du Centre démocratique et social (CDS) et le Parti populaire monarchiste (PPM).

### Formation
À la suite des élections législatives qu'il remporte avec plus de 36 % des suffrages exprimés, tandis que les trois partis de l'AD perdent leur majorité absolue, Mário Soares refuse d'envisager la constitution d'un gouvernement minoritaire et annonce qu'il consultera les militants socialistes afin de déterminer la stratégie d'alliance du parti, en affirmant vouloir discuter « sans sectarisme ni tabous idéologiques ».
Le 8 mai suivant, le conseil national du Parti social-démocrate approuve la ligne défendue par son président Carlos Mota Pinto d'ouvrir des discussions avec le Parti socialiste, solution déjà approuvée à plus de 80 % par la base militante du PS. Ayant conclu le principe d'un accord entre les deux formations, Mário Soares est chargé le 27 mai par le président de la République António Ramalho Eanes de former le prochain gouvernement. Le 4 juin, à l'issue de cinq semaines de négociations, l'accord de coalition est signé par les deux dirigeants, suscitant de fortes critiques du Parti communiste et du Centre démocratique et social.
Mário Soares, le vice-Premier ministre Carlos Mota Pinto et les quinze autres ministres du gouvernement sont assermentés le 9 juin. L'Assemblée de la République accorde sa confiance au nouveau cabinet le 24 juin, après trois jours de débat et avec l'opposition des communistes et des démocrates-sociaux.

### Succession
Contesté en interne pour avoir envisagé de soutenir un militaire à l'élection présidentielle de 1986 — au lieu d'un civil comme convenu — et de retarder le plus possible l'annonce de cette candidature alors que Mário Soares envisage lui-même d'être candidat, Carlos Mota Pinto démissionne le 7 février 1985 de la présidence du Parti social-démocrate, quatre jours après que le conseil national l'a soutenu avec seulement deux voix d'avance. Il est remplacé le 10 février par le ministre de la Justice Rui Machete, aussi le 15 février, Mário Soares procède-t-il à un remaniement ministériel à l'occasion duquel Rui Machete remplace Carlos Mota Pinto comme ministre de la Défense et vice-Premier ministre.
Le 19 mai, le congrès du PPD/PSD porte à la présidence du parti l'ancien ministre des Finances Aníbal Cavaco Silva, issu de la tendance favorable à une alliance à droite mais accorde la majorité des sièges du conseil national au courant défendant le maintien de la collaboration avec le PS. Après l'échec des discussions engagées entre les dirigeants des deux partenaires de coalition pour « relancer l'activité du gouvernement » et alors qu'Aníbal Cavaco Silva soutient ouvertement le candidat du CDS à la présidentielle Diogo Freitas do Amaral, le Parti social-démocrate annonce au début du mois de juin son retrait de l'alliance au pouvoir une fois signé le traité d'adhésion du Portugal à la Communauté économique européenne, le 12 juin.
Les ministres libéraux remettent leur démission au président de la République le 13 juin, suivis douze jours plus tard par Mário Soares, après que le PS a échoué à obtenir l'assurance de pouvoir former un gouvernement minoritaire. Le 27 juin, António Ramalho Eanes indique qu'il procédera le 12 juillet à la dissolution de l'Assemblée de la République, laissant aux députés le temps de ratifier l'accord d'adhésion à la CEE. Au jour prévu, les élections législatives anticipées sont convoquées au 6 octobre, le gouvernement étant chargé de la gestion des affaires courantes.
Au cours du scrutin, le Parti social-démocrate devient le premier parti du pays tandis que le Parti socialiste recule fortement et se voit talonné par le Parti rénovateur démocratique (PRD). Ayant reçu le soutien sans participation du PRD et du CDS, Aníbal Cavaco Silva forme le 6 novembre suivant le Xe gouvernement constitutionnel.

## Composition

### Initiale (9 juin 1983)
| Portefeuille                                                                                      | Titulaire | Titulaire                                                        | Parti   |
| ------------------------------------------------------------------------------------------------- | --------- | ---------------------------------------------------------------- | ------- |
| Premier ministre                                                                                  |           | Mário Soares                                                     | PS      |
| Vice-Premier ministre Ministre de la Défense nationale                                            |           | Carlos Mota Pinto                                                | PPD/PSD |
| Ministre d'État Ministre des Affaires parlementaires                                              |           | António de Almeida Santos                                        | PS      |
| Ministre de l'Intérieur                                                                           |           | Eduardo Pereira                                                  | PS      |
| Ministre des Affaires étrangères                                                                  |           | Jaime Gama                                                       | PS      |
| Ministre de la Justice                                                                            |           | Rui Machete                                                      | PPD/PSD |
| Ministre des Finances et du Plan                                                                  |           | Ernâni Lopes                                                     | Sans    |
| Ministre de l'Éducation                                                                           |           | José Augusto Seabra                                              | PPD/PSD |
| Ministre du Travail et de la Sécurité sociale                                                     |           | Amândio de Azevedo                                               | PPD/PSD |
| Ministre de la Santé                                                                              |           | António Maldonado Gonelha                                        | PS      |
| Ministre de l'Agriculture, des Forêts et de l'Alimentation Ministre de l'Agriculture (17/10/1984) |           | Manuel Soares Costa (jusqu'au 17/10/1984) Álvaro Barreto         | PPD/PSD |
| Ministre de l'Industrie et de l'Énergie                                                           |           | José Veiga Simão                                                 | PS      |
| Ministre du Commerce et du Tourisme                                                               |           | Álvaro Barreto (jusqu'au 17/10/1984) Joaquim Ferreira do Amaral  | PPD/PSD |
| Ministre de la Culture                                                                            |           | António Coimbra Martins                                          | PS      |
| Ministre de l'Équipement social                                                                   |           | João Rosado Correia                                              | PS      |
| Ministre de la Qualité de vie                                                                     |           | António Capucho (jusqu'au 12/06/1984) Francisco de Sousa Tavares | PPD/PSD |
| Ministre de la Mer                                                                                |           | Carlos Melancia                                                  | PS      |

### Remaniement du 15 février 1985
- Les nouveaux ministres sont indiqués en gras, ceux ayant changé d'attributions en italique.

| Portefeuille                                           | Titulaire | Titulaire                  | Parti   |
| ------------------------------------------------------ | --------- | -------------------------- | ------- |
| Premier ministre                                       |           | Mário Soares               | PS      |
| Vice-Premier ministre Ministre de la Défense nationale |           | Rui Machete                | PPD/PSD |
| Ministre d'État Ministre des Affaires parlementaires   |           | António de Almeida Santos  | PS      |
| Ministre de l'Intérieur                                |           | Eduardo Pereira            | PS      |
| Ministre des Affaires étrangères                       |           | Jaime Gama                 | PS      |
| Ministre de la Justice                                 |           | Mário Raposo               | PPD/PSD |
| Ministre des Finances et du Plan                       |           | Ernâni Lopes               | Sans    |
| Ministre de l'Éducation                                |           | João de Deus Pinheiro      | PPD/PSD |
| Ministre du Travail et de la Sécurité sociale          |           | Amândio de Azevedo         | PPD/PSD |
| Ministre de la Santé                                   |           | António Maldonado Gonelha  | PS      |
| Ministre de l'Agriculture                              |           | Álvaro Barreto             | PPD/PSD |
| Ministre de l'Industrie et de l'Énergie                |           | José Veiga Simão           | PS      |
| Ministre du Commerce et du Tourisme                    |           | Joaquim Ferreira do Amaral | PPD/PSD |
| Ministre de la Culture                                 |           | António Coimbra Martins    | PS      |
| Ministre de l'Équipement social                        |           | Carlos Melancia            | PS      |
| Ministre de la Qualité de vie                          |           | Francisco de Sousa Tavares | PPD/PSD |
| Ministre de la Mer                                     |           | José de Almeida Serra      | PS      |